# Bernd Seidel (Regisseur)

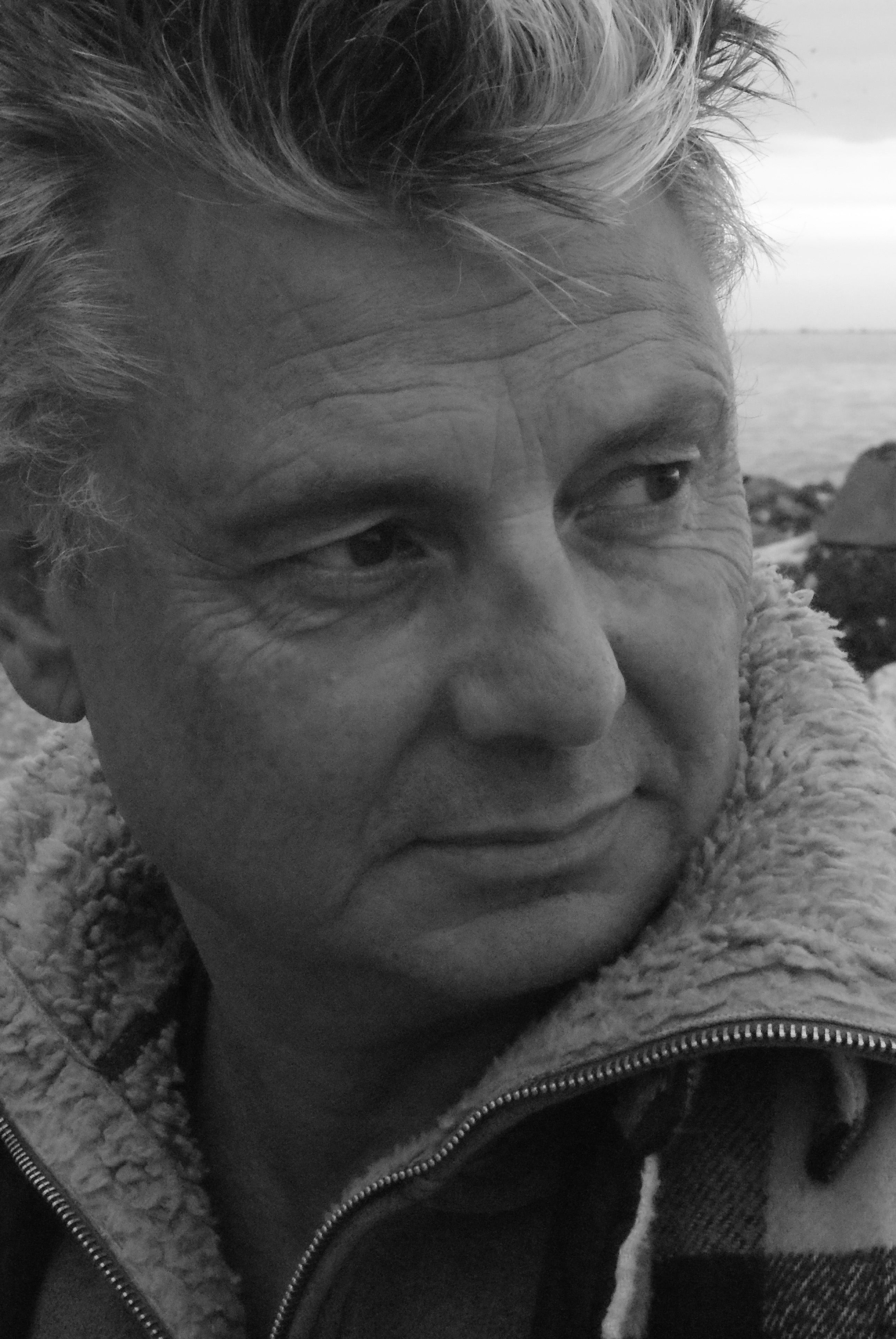
Bernd Seidel (Regisseur)

Bernd Seidel (* 30. Dezember 1953 in Hildesheim) ist ein deutscher Theaterregisseur.

## Leben
Bernd Seidel schloss 1981 ein Studium der Soziologie, Germanistik und Visuellen Kommunikation an der Technischen Universität Hannover mit dem Titel Magister artium ab. Während des Studiums war er Leiter des Theaterworkshops Hannover. Er spielte experimentelles Theater mit den Künstlern Jacques Gassmann, Andreas Sportelli und Detlev Gerlach und nahm Schauspiel- und Tanzunterricht. Nach dem Studium folgte ein einjähriger Auslandsaufenthalt in Afrika. In dieser Zeit lernte er verschiedene Rituale von afrikanischen Stammestänzen und die Magie des Schwarzen Kontinents kennen. Weitere Reisen führten ihn nach Indien, Sri Lanka, Süd- und Ostafrika. Dadurch eignete er sich einen eigenen, unverkennbaren Stil in der theatralischen Arbeit an. Es folgte ein zweijähriger Aufenthalt in Berlin mit der Gruppe „Aquapa“, mit der er seine afrikanischen Erfahrungen in sogenannte „Emotionale Risiken“ einfließen ließ. Von 1983 bis 1985 leitete der die Sommerakademie in Süditalien (Lecce).
In Berlin leitete er von 1985 bis 1987 die Theaterwerkstatt, die sich besonders mit sozialkritischen Stücken auseinandersetzte. Danach kam es über die Freundschaft zu Marianne Sägebrecht zu einem Ortswechsel nach München. Dort widmete er sich neben Dozententätigkeiten am Institut für Theaterwissenschaft vorwiegend dem Tanz und Theater. Es entstanden multimediale Stücke, wie "Emotionales Risiko 3" und "Transition" (Tanzperformance).
1993/1994 übernahm Bernd Seidel beim Weilheimer Theatersommer die Co-Direktion mit Darstellern wie Hilde Krahl, Ellen Umlauf, Cordula Trantow, Christine Kaufmann, Marianne Sägebrecht und Senta Berger. Ab 1990 übernahm er die Gesamtleitung des Kulturzentrums Wolf-Ferrari-Haus in Ottobrunn bei München und ist seitdem als selbständiger künstlerischer Berater tätig. Um seinen Stil weiter auszubauen, gründete er 2001 die TAT Kreativ-Akademie.
Bernd Seidel ist seit 2007 mit dem Schauspieler Patrick Gabriel verheiratet. Im Januar 2013 wanderten sie von Kleinhöhenrain (Oberbayern) nach Mijas Pueblo (Andalusien) aus.

## Projekte
- seit 1989: Ottobrunner Kultursommerfest
- seit 2000: Amici Artium, Nachwuchswettbewerb für Comedians & Kabarettisten (Gewinner: u. a. Martina Schwarzmann und Marcus H. Rosenmüller)
- seit 2001: TAT Kreativ-Akademie, München
- seit 2009: Frei-Schau-Spiel-Festival

## Inszenierungen

### Theaterstücke
- Volksvernichtung von Werner Schwab (2021)
- Der große Fall der Lady Macbeth nach William Shakespeare (2019)
- Grauzone – Tickets ins Nichts von Harald Wieczorek – Uraufführung (2018)
- Die Ziege oder Wer ist Sylvia? von Edward Albee (2017)
- Zu Spät! Zu Spät! Zu Spät! von Lothar Kittstein – in Zusammenarbeit mit Theatergastspiele Kempf (2016/2017)
- Zwei Beste Freunde (A Steady Rain) von Keith Huff – in Zusammenarbeit mit Theatergastspiele Kempf (2015/2016)
- Amphitryon von Heinrich von Kleist – in Zusammenarbeit mit Theatergastspiele Kempf (2014/2015)
- Der Pelikan von August Strindberg – in Zusammenarbeit mit Theatergastspiele Kempf (2013)
- Die chinesische Nachtigall‘‘ von Theo Loevendie und Die Geschichte vom Soldaten‘‘ von Igor Fjodorowitsch Strawinski nach einer Erzählung von Alexander Nikolajewitsch Afanassjew (2012) – in Zusammenarbeit mit ACWP Artistic Consulting Wolfgang Poser
- Macbeth von William Shakespeare (2010/2011)
- Der Menschenfeind von Molière (2009/2010)
- Schweig, Bub! von Fitzgerald Kusz
- Nicht Fisch, nicht Fleisch von Franz Xaver Kroetz
- Hinkemann von Ernst Toller
- Der Sommernachtstraum von William Shakespeare
- Yerma von Federico García Lorca
- Das Missverständnis von Albert Camus
- Der König stirbt von Eugène Ionesco
- Groß und klein von Botho Strauß
- Wer hat Angst vor Virginia Woolf? von Edward Albee
- "Götzendämmerung oder Selbstgespräche eines Irren", eine Textcollage von Michael Sturm

### Musicals
- Vom Geist der Weihnacht (im ICM – Internationales Congress Center München)
- Der Mann von La Mancha
- Die Grattler-Oper
- The Little Shop of Horrors
- Der Struwwelpeter für Erwachsene

### Eigene Stücke
- Die Liebe tanzt mit Dir (2011)
- Straße der Sehnsucht
- Die sieben Suppen
- Opernrevue
- The spirit of love (2023)[2]